# Тер-Галустян, Мовсес
Мовсес Тер-Галустян (арм. Մովսես Տեր-Գալուստյան, 1895, Йогунолук, Османская империя — 1984, Бейрут, Ливан) — участник и руководитель обороны армян на горе Муса-даг во время проведения Турцией политики геноцида армян 1915 года. Генерал, член парламента Сирии (1932 и 1936 год) и Ливана (1943 год). Является прототипом Габриэля Баградяна в романе Франца Верфеля «Сорок дней Муса-дага».

## Биография
Мовсес Тер-Галустян появился на свет на берегу Средиземного моря, в деревне Йогунолук, у подножия горы Муса-Даг (армяне называют её Мусалер). Весной 1915 года стоявшие у руля Османской империи младотурки начали планомерный геноцид армян, приступив к депортации и резне. В июле 1915 года каймакам Антиохии отдал приказ о депортации мусалерцев, согласно которому жители Мусалера в течение 8 дней обязаны были покинуть свои деревни. К тому моменту протестантский пастор из Зейтуна Тигран Андреасян уже принёс в Киликию весть о том, что турки уничтожают армян (сам он чудом избежал депортации). Однако, 60 мусалерских семей всё же подчинились приказу (многие из них погибли). Остальные (более 6000 человек) приняли решение подняться на вершину Муса-даг и приготовиться к вооруженному сопротивлению. Возглавил же оборону самый юный армянский федаин — двадцатилетний Мовсес Тер-Галустян. На горе им, с помощью пистолетов и охотничьих ружей, была организована успешная круговая оборона против наступающих турецких войск. Среди восставших жителей шести армянских сёл, только 600 были боеспособными мужчинами, у которых поначалу имелось лишь 150 винтовок. Укрепив горные склоны, армяне в течение 53 дней героически отбивались от турецких атак.
21 июля младотурки решили атаковать армянские укрепления, однако были наголову разгромлены, из 200 турецких аскеров остались в живых не более 80-ти. Армяне сумели завладеть оружием и двумя пушками, что облегчило им дальнейшую оборону. Меньше чем через три дня на подавление армян было отправлено более 3000 аскеров. Мовсес Тер-Галустян собрал военный совет (в его состав вошёл и пастор Андреасян), на котором было принято, казалось бы, безумное решение: начать атаку на турок утром через лес, чтобы застать их врасплох. И поутру отряд Тер-Галустяна атаковал турецкий лагерь и разгромил его, захватив более восьми винтовок Маузера.
Французский военный корабль «Гишен», входивший в состав 3-й французской эскадры, заметил флаг, вывешенный на отвесном склоне горы, обращённом к морю. Вскоре ещё три французских и английских корабля заметили этот флаг. 12 сентября 1915 года, по приказу командующего 3-й эскадрой адмирала Луи Дартижа дю Фурне (Louis Dartige du Fournet), 4048 выживших армян, у которых как раз практически закончились боеприпасы и провизия, были спасены. Армяне Муса-Дага были эвакуированы в египетский город Порт-Саид.

Во Франции полевой командир Тер-Галустян познакомился с легендарным деятелем армянской диаспоры — Погосом Нубаром. 27 октября 1916 года в Лондоне, на основе трехстороннего соглашения, было принято решение о создании Армянского легиона в составе французской армии, для участия в боевых действиях против Турции. Французское правительство, согласно договору, обязывалось взамен предоставить право на создание независимого Киликийского армянского государства. В договоре Сайкса-Пико отмечалось:
Армянские добровольцы не должны воевать ни во Франции, ни на других европейских фронтах, а только и только в Азиатской Турции, чтобы сражаясь против своего векового врага, освободить родную землю.
 Запись добровольцев началась в Египте, их ядро составили 600 мусалерцев под командованием Мовсеса Тер-Галустяна, затем активно подключились молодые представители спюрка (армянской диаспоры) из Франции и США.
28 октября 1917 года подразделения Армянского легиона, дислоцированные на Синайском полуострове, участвовали в контрнаступлении на позиции германо-турецких войск по линии Газа — Беер-Шеба, после чего противник был вынужден отступить и, понеся большие потери, оставил ряд палестинских населенных пунктов. 17 ноября 1917 года легионеры начали продвижение в направление Иерусалима, с целью освободить священный город. К 9 декабря 1917 года подразделения легиона, под командованием майора Тер-Галустяна, сокрушительным ударом выбили турецкую группировку из Иерусалима, и на протяжении месяца Армянский легион контролировал всю Палестину. Армяне внесли серьезный вклад в победу над германо-турецкими силами на неприступных высотах Арара в Палестине.
18 сентября 1918 года, у высоты Рафат-Арара, батальону мусалерцев удалось без артиллерийской подготовки, с минимальными потерями сломить упорное сопротивление турецких частей. После этой битвы Мовсес Тер-Галустян был произведён в чин подполковника. После окончании кампании Мовсес Тер-Галустян стал единственным армянином легиона, получившим генеральское звание (генерал-адъютанта). Однако, союзники не сдержали своего обещания. Генерал-адъютант Тер-Галустян вышел в отставку и уехал в Сирию. А его земляки, после того, как в 1918 году Муса-Даг перешёл под французский контроль, вернулись в свои дома.
В романе Франца Верфеля «Сорок дней Муса-Дага» Мовсес Тер-Галустян был выведен под именем Габриэля Багратяна.
В 1927, 1932 и 1936 годах Тер-Галустян избирался в парламент Сирии от армянской общины. Там он отстаивал интересы армянского населения наряду с выдающимся генералом сирийской армии — Арамом Караманукяном. В 1929 году он создаёт армянский центр в Дамаске, который занимался вопросами строительства армянских школ и церквей. К 1931 году армянские общины Сирии уже имели свои культурные и религиозные центры.
29 июня 1939 года, по соглашению между Францией и Турцией, провинция Хатай (где находится Муса-Даг) была возвращена под турецкую власть. И тогда почти все мусалерцы решили вторично покинуть родину. Генерал Тер-Галустян руководил их эвакуацией и основал для них город Анджар в долине Бекаа.
Начиная с 1943 года — после обретения Ливаном независимости — Тер-Галустян неоднократно избирался в ливанский парламент (последний раз — в 1972 году). Он принимал активное участие в становлении АРФ «Дашнакцутюн», поддерживал связи с видными деятелями армянского освободительного движения.
В 1998 году рядом с анджарской церковью Сурб-Погос был установлен бюст генерал-адъютанта Тер-Галустяна.